# ميخائيل بولغاكوف
ميخائيل أفاناسييفيتش بولغاكوف (بالروسية:Михаил Афанасьевич Булгаков) روائي ومسرحي روسي وُلد في 15 مايو 1891 بمدينة كييف وتوفي في 10 مارس 1940 في موسكو. كان يعمل طبيبا اشتهر برواية المعلم ومارغريتا التي نُشرت بعد ثلاثة عقود من وفاته.

## مسيرة حياته
ولد الكاتب في عائلة بروفسور في أكاديمية كييف الدينية. وعاش طفولته وشبابه في مدينة كييف. وسوف تدخل كييف في إبداع بولغاكوف كمدينة في رواية الحرس الأبيض
حيث لن تكون مكان الحدث وحسب، بل وتعبيراً عن الإحساس العميق بالعائلة وبالوطن (كما في مقالته «كييف – المدينة» 1923). انتسب إلى كلية الطب في جامعة كييف عام 1909 وتخرج منها عام 1916 مع شهادة طبيب معالج بدرجة امتياز.
لقد أرست الأعوام التي قضاها بولغاكوف في كييف الأساس لنظرته إلى العالم. فهناك بدأ يدغدغ الكاتبَ الحلم باحتراف الكتابة. ومع اندلاع الحرب العالمية الأولى كانت شخصية بولغاكوف قد تبلورت بشكل كامل. بعد تخرجه من الجامعة عام 1916 عمل بداية في مستشفيات الصليب الأحمر على الجبهة الجنوبية الغربية. ومن هناك تم استدعاؤه للخدمة الإلزامية، ليتم فرزه في منطقة سمولنسك حيث عمل في البداية طبيباً في مستشفى القرية، ومن ثم اعتباراً من أيلول عام 1917 في مستشفى مدينة فيازما. وقد شكّلت تلك الأعوام مادة لثماني قصص كتبها بولغاكوف وصدرت في عام 1925 ضمن سلسلة «مذكرات طبيب شاب». وكان قد بدأ العمل في كتابتها هناك في مقاطعة سمولنسك، مضيفاً إليها بانتظام انطباعاته من اللقاءات مع المرضى.
لقد مرت أحداث عام 1917 بشكل غير ملحوظ تقريباً بالنسبة للطبيب الريفي بولغاكوف. وأما سفره إلى موسكو في خريف ذات العام فلم يكن نابعاً من اهتمامه بتلك الأحداث، كما حاول أن يلصق به ذلك بعض كتبة السيرة وبحسن نية، وإنما لرغبته في التخلص من الخدمة العسكرية ومن دائه الخاص، الذي قام بتوصيفه بالتفصيل في قصته «مورفين» التي تم نشرها ضمن تلك السلسلة المذكورة أعلاه.
ولم ينشأ احتكاك بولغاكوف مع أحداث الثورة والحرب الأهلية سوى في مدينته كييف التي عاد إليها في آذار عام 1918. إذ لم يكن ممكناً البقاء على الحياد من الأحداث السياسية في ظروف التبدل المستمر للسلطة في أوكرانيا خلال العامين 1918 – 1919. وقد أشار الكاتب نفسه إلى ذلك عندما كتب في إحدى الاستمارات ما يلي: في عام 1919 أثناء إقامتي في كييف، تكررت دعوتي للخدمة طبيبا من قبل مختلف السلطات التي كانت تشغل المدينة ".
والدليل على الأهمية المحورية لتلك الفترة الممتدة عاماً ونصف في إبداع بولغاكوف يمكن أن نستشفه من روايته «الحرس الأبيض»، ومن مسرحيته «أيام آل توربين» ومن قصته «مغامرات طبيب غير عادية» عام 1922. وبعد استيلاء قوات الجنرال دينيكن على مدينة كييف في أغسطس/ آب عام 1919 تم استدعاء بولغاكوف للخدمة في الحرس الأبيض، ومن ثم تم نقله للخدمة طبيبا عسكريا إلى شمال القوقاز. وهنا تم نشر أول مادة له – مقالة صحفية تحت عنوان «آفاق المستقبل» عام 1919. وقد كانت هذه المقالة مكتوبة انطلاقاً من موقع رفض «الثورة الاجتماعية العظيمة» التي أوقعت الشعب في معمعة من المآسي والمصائب وكانت تنذر بعواقب وخيمة وبجزاء كبير من جرائها في المستقبل. لم يتقبل بولغاكوف الثورة، لأن سقوط القيصر بالنسبة له كان يعني سقوط روسيا ذاتها بدرجة كبيرة وسقوط الوطن مصدرا لكل ما هو منير وعزيز في حياته. وفي أعوام الانهيار الاجتماعي حسم الكاتب خياره الرئيسي والنهائي: تخلى عن مهنة الطب وكرّس كل حياته للعمل الأدبي. وخلال عامي 1920 – 1921، وأثناء عمله في مديرية الفنون في مدينة فلاديقوقاز التي كان يرأسها الكاتب سليزكين، تمكن بولغاكوف من تأليف خمس مسرحيات تم إخراج وعرض ثلاث منها على خشبة المسرح المحلي. وقد قام المؤلف فيما بعد بإتلاف هذه التجارب الدرامية التي ألفها، كما قال، على عجل، في زمن «المجاعة». ولم تحفظ نصوصها، ما عدا واحدة بعنوان «أولاد الملا». وقد تعرض الكاتب هنا لأول صدام مع النقاد «اليساريين» أصحاب التوجه البروليتاري في الثقافة، والذين هاجموا المؤلف الشاب على تمسكه بالتقاليد الثقافية المرتبطة بأسماء بوشكين وتشيخوف. وقد حكى الكاتب عن تلك الفترة من حياته في مدينة فلاديقوقاز في قصته الطويلة «مذكرات على الأكمام» عام 1923.
و في آخر أيام الحرب الأهلية، ولم يكن قد ترك القوقاز بعد، كان بولغاكوف مستعداً لمغادرة الوطن والسفر إلى الخارج. ولكن بدلاً من ذلك نراه يظهر في موسكو في خريف عام 1921 ليبقى فيها إلى الأبد. وعلى الأرجح أن ذلك لم يكن ليحصل من دون تأثير الشاعر أوسيب ماندلشتام، الذي التقاه في أواخر أيام تواجده في القوقاز. وقد كانت أولى أيام بولغاكوف في موسكو صعبة جداً، لا من حيث الإقامة والحياة وحسب، بل ومن الناحية الإبداعية أيضاً. إذ كان مضطراً للقيام بأي عمل لكي يعيش. ولكن مع الوقت أصبح بولغاكوف كاتب مقالات هجائية في عدد من الصحف الموسكوفية وجريدة «ناكانوني» التي كانت تصدر في برلين. وقد نشر له الملحق الأدبي لتلك الجريدة، بالإضافة للقصة الطويلة آنفة الذكر «مذكرات على الأكمام»، القصص التالية: «مغامرات تشيشيكوف»، «التاج الأحمر» و«كأس الحياة» (جميعها صدرت في عام 1922). ومن بين الإصدارات المبكرة، التي كتبها بولغاكوف أبّان مرحلة العمل الصحفي، ثمة قصة «نار الخان» (1924) التي تتميز بمستوى فني رفيع. واللافت للنظر هو غياب التأثير الصريح لمختلف التيارات الأدبية المعاصرة على إبداع بولغاكوف في تلك الفترة، وذلك بدءاً من الكسندر بيلي وانتهاءً ببوريس بيلنياك، اللذين كان لهما تأثير واضح على الكثير من الكتاب الشباب العاصرين لبولغاكوف. لقد كانت غريبة عنه النظريات الشائعة آنذاك حول«يسارية الفن» وكذلك مختلف التجارب الإبداعية الشكلانية (من هنا كثرة الوخزات الهجائية التي وردت في كتاباته بحق كل من شكلوفسكي ومائيرخولد وماياكوفسكي..).
كان غوغول وسالتيكوف – شيدرين من أحب الكتّاب إلى قلب بولغاكوف وذلك منذ نعومة أظفاره. ولذلك نجد أن موتيفات غوغول قد دخلت إلى نتاجه الإبداعي مباشرة ابتداء من القصة الساخرة «مغامرات تشيشيكوف» وانتهاء بالإخراج المسرحي لـ «الأنفس الميتة» (في عام 1930) وبتحويل راوية «المفتش العام» إلى سيناريو جاهز للسينما (عام 1934). أما سالتيكوف - شيدرين فكان يعتبره بولغاكوف معلِّماً له وقد عبّر عن ذلك في أكثر من مناسبة وبصورة مباشرة.
لقد عاش بولغاكوف سنواته الأخيرة مع إحساس بأن مشواره الإبداعي قد مضى سدى. ومع أنه استمر في عمله بهمة عالية واضعاً عدد من الأوبرا («البحر الأسود» ” عام 1937، «مينين وبوجارسكي» عام 1937، «الصداقة» عام 1938، «راشيل» عام 1939، وغيرها)، لكن هذا كان يدل على رصيده الإبداعي الذي لا ينضب أكثر مما يشير إلى سعادة الإبداع الحقيقية. وقد باءت بالفشل محاولة بولغاكوف تجديد علاقة التعاون مع MKHAT عن طريق وضعه مسرحية «باتوم» (التي تدور حول فتوة ستالين) والتي كان لمسرح موسكو الفني مصلحة كبيرة في إخراجها بمناسبة العيد الستين لولادة القائد. فقد تم حظر عرض المسرحية إذ تم تفسيرها من قبل الجهات العليا على أنها سعي من قبل الكاتب لمد الجسور مع السلطات.
وهكذا مات بولغاكوف في موسكو في عام 1940 بعد أن أحرق مخطوطة رواية «المعلم ومرغريتا» التي أنقذتها فيما بعد زوجته لترى النور متأخرة حوالي ثلاثة عقود عن تاريخ ميلادها الحقيقي، وليستمتع بها ملايين القراء في العالم ولتضاف بذلك درة أخرى إلى درر الأدب الروسي والعالمي. وحتى بعد نشر مسرحياته وروايته «المعلم ومرغريتا» فإن بولغاكوف لم ينل حقه من الاهتمام من قبل النقاد والمؤسسات الرسمية السوفيتية. بل إن تعتيماً ممنهجاً كان يفرض في المرحلة اللاحقة على الكاتب وعلى إبداعه في الاتحاد السوفيتي السابق. إذ لم يفرج عن أعماله في الاتحاد السوفيتي السابق بشكل رسمي قبل انطلاق البيريسترويكا.. اللهم باستثناء العرض المتكرر لمسرحية «أيام آل توربين» كما أسلفنا. والبرهان على ذلك هو أن السلطات الرسمية الروسية لم تقرر افتتاح متحف الكاتب سوى في آذار من عام 2007 !! حيث صدر قرار عن حكومة موسكو بتحويل البيت الذي كان يقطن فيه بولغاكوف إلى متحف. وأظن أن ذلك ما كان ليتم لو لم تتبرع سيدة روسية بالأشياء التذكارية والوثائق التي تعود للكاتب.

## أسلوب ميخائيل بولغاكوف
لقد كان الموضوع الرئيسي للمقالات الهجائية والقصص والحكايات عند بولغاكوف في عشرينيات القرن الماضي حسب تعبيره هو بالذات «تلك الفظاعات والتشوهات التي لا تحصى في حياتنا اليومية» - تلك التشويهات الكثيرة للطبيعة البشرية التي حدثت تحت تأثير الانقلاب الاجتماعي الذي أصبح حقيقة واقعة («عرض شيطاني» عام 1924، «البيوض القاتلة» عام 1925). وفي نفس الاتجاه يسير العقل الساخر للكاتب في روايته الساخرة «قلب كلب» عام 1925، التي نشرت لأول مرة في عام 1987). كل هذه الإشارات – التحذيرات كانت بالنسبة للبعض من معاصريه إما دافعاً للإعجاب (لقد رأى غوركي في قصة «البيوض القاتلة» –شيئاً ظريفاً) وإما سبباً لرفض النشر (فقد رأى كامينيف في رواية «قلب كلب»: ” هجاءًً لاذعاً للحقبة، ولذلك لا يجوز نشرها بأي شكل كان). ففي تلك القصص المذكورة اتضحت فرادة الأسلوب الأدبي الساخر لبولغاكوف.
أما بمثابة الحد الفاصل بين بولغاكوف الباكر وبولغاكوف الناضج فقد كانت روايته «الحرس الأبيض»، التي قام ي. ليجنيف بنشر جزئيها في مجلة «روسيا» عام 1925 (تمت طباعة الرواية بشكل كامل لأول مرة في الاتحاد السوفيتي عام 1966 وقد كانت هذه الرواية أحبُّ الأعمال لقلب الكاتب. وفيما بعد قام بولغاكوف وبالتعاون مع مسرح موسكو الفني MKHAT بإعداد مسرحية «أيام آل توربين» بالاعتماد على نص رواية «الحرس الأبيض» (عام 1926). وهذه المسرحية بالضبط (يمكن اعتبارها عملاً أدبياً مستقلاً) هي التي جلبت الشهرة لبولغاكوف. وبالفعل، لقد لقيت المسرحية نجاحاً باهراً لدى الجمهور. إلا أن النقاد انهالوا على المسرحية وكاتبها متهمين الكاتب بالعداء للسوفيت وبالتعاطف مع حركة البيض.
وبنتيجة الهجمات المركزة على المسرحية اضطروا في مسرح MKHAT عام 1929 إلى سحب المسرحية من برنامج العروض (عاد عرضها في عام 1932).. وهكذا فإن نجاح الإخراج والحضور المتكرر للمسرحية من قبل ستالين واهتمامه غير المفهوم من قبل البيروقراطيين في إدارة المسارح تجاه «مسرحية معادية للثورة» – كل ذلك ضمن استمرارية المسرحية وبالتالي عرضها حوالي ألف مرة ومع نفاذ التذاكر في كل مرة.
ما رواية «المعلم ومرغريتا» فقد أكسبت الكاتب شهرة عالمية، لكنها لم تصبح في متناول القارئ السوفيتي إلا بعد تأخير لثلاثة
عقود (تم نشر أول طبعة مختصرة من الرواية في الاتحاد السوفيتي السابق فقط في عام 1966). لقد كتب بولغاكوف الرواية عن وعي بحيث تكون عملاً ختامياً متضمناً مجمل الموتيفات الواردة في إبداعاته السابقة وما تتضمنه مسيرة الأدب الكلاسيكي الروسي والعالمي.

## آثاره الادبية
- قلب كلب
- المعلم ومارغريتا
- بيوض القدر
- مذكرات طبيب شاب
- الحرس الأبيض

## وصلات خارجية
- ميخائيل بولغاكوف على موقع أرشيف الشارخ.
- ميخائيل بولغاكوف  على قاعدة بيانات الخيال التأملي على الإنترنت
- ميخائيل بولغاكوف على موقع IMDb (الإنجليزية)
- ميخائيل بولغاكوف على موقع الموسوعة البريطانية (الإنجليزية)
- ميخائيل بولغاكوف على موقع الموسوعة البريطانية (الإنجليزية)
- ميخائيل بولغاكوف على موقع ميوزك برينز (الإنجليزية)
- ميخائيل بولغاكوف على موقع قاعدة بيانات برودواي على الإنترنت (الإنجليزية)
- ميخائيل بولغاكوف على موقع قاعدة بيانات برودواي على الإنترنت (الإنجليزية)
- ميخائيل بولغاكوف على موقع إن إن دي بي (الإنجليزية)
- ميخائيل بولغاكوف على موقع ديسكوغز (الإنجليزية)
- ميخائيل بولغاكوف على موقع ديسكوغز (الإنجليزية)
- ميخائيل بولغاكوف على موقع قاعدة بيانات الفيلم (الإنجليزية)